# Nagybakónak
Nagybakónak is een plaats (község) en gemeente in het Hongaarse comitaat Zala. Nagybakónak telt 485 inwoners (2001).

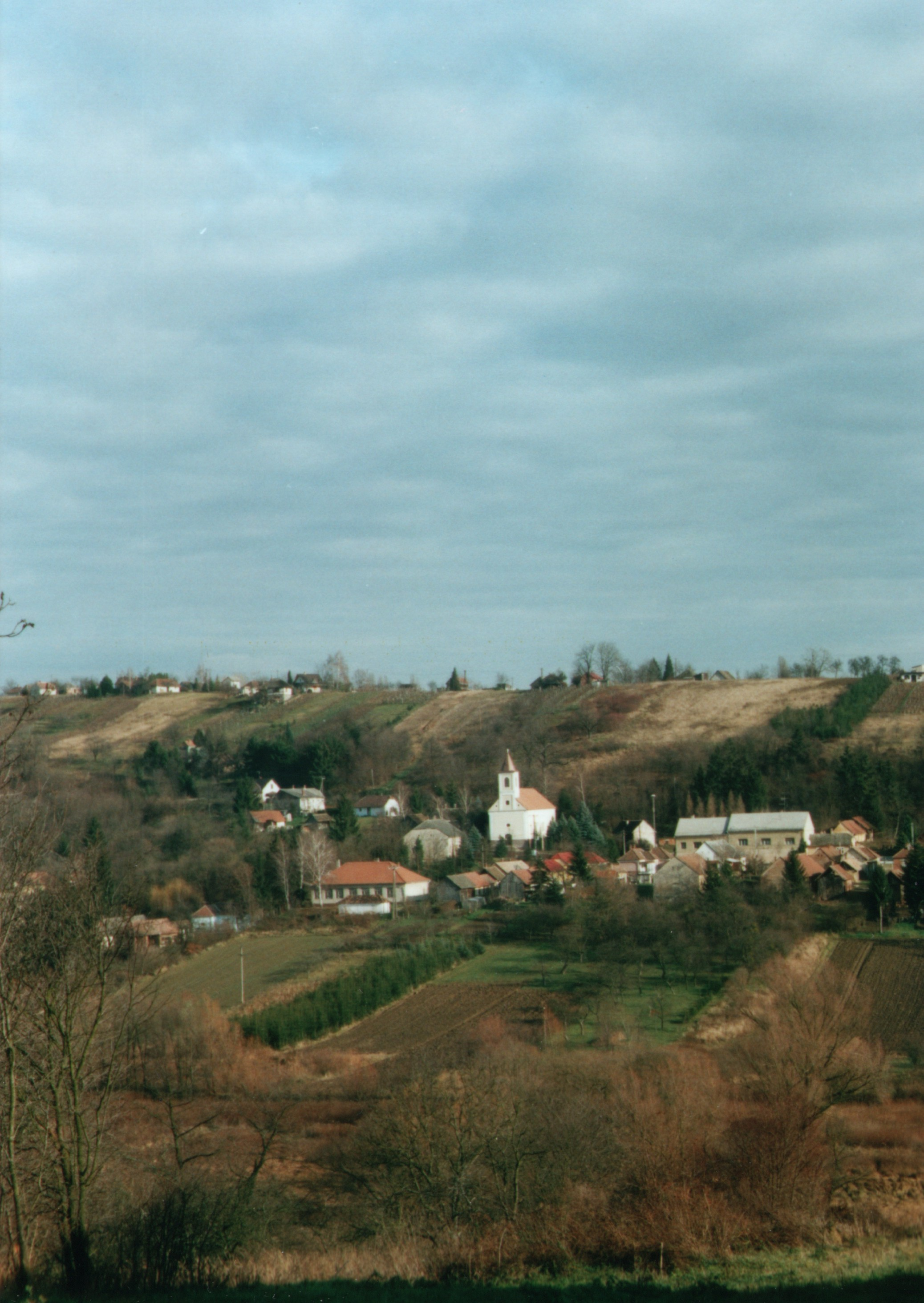
Nagybakónak
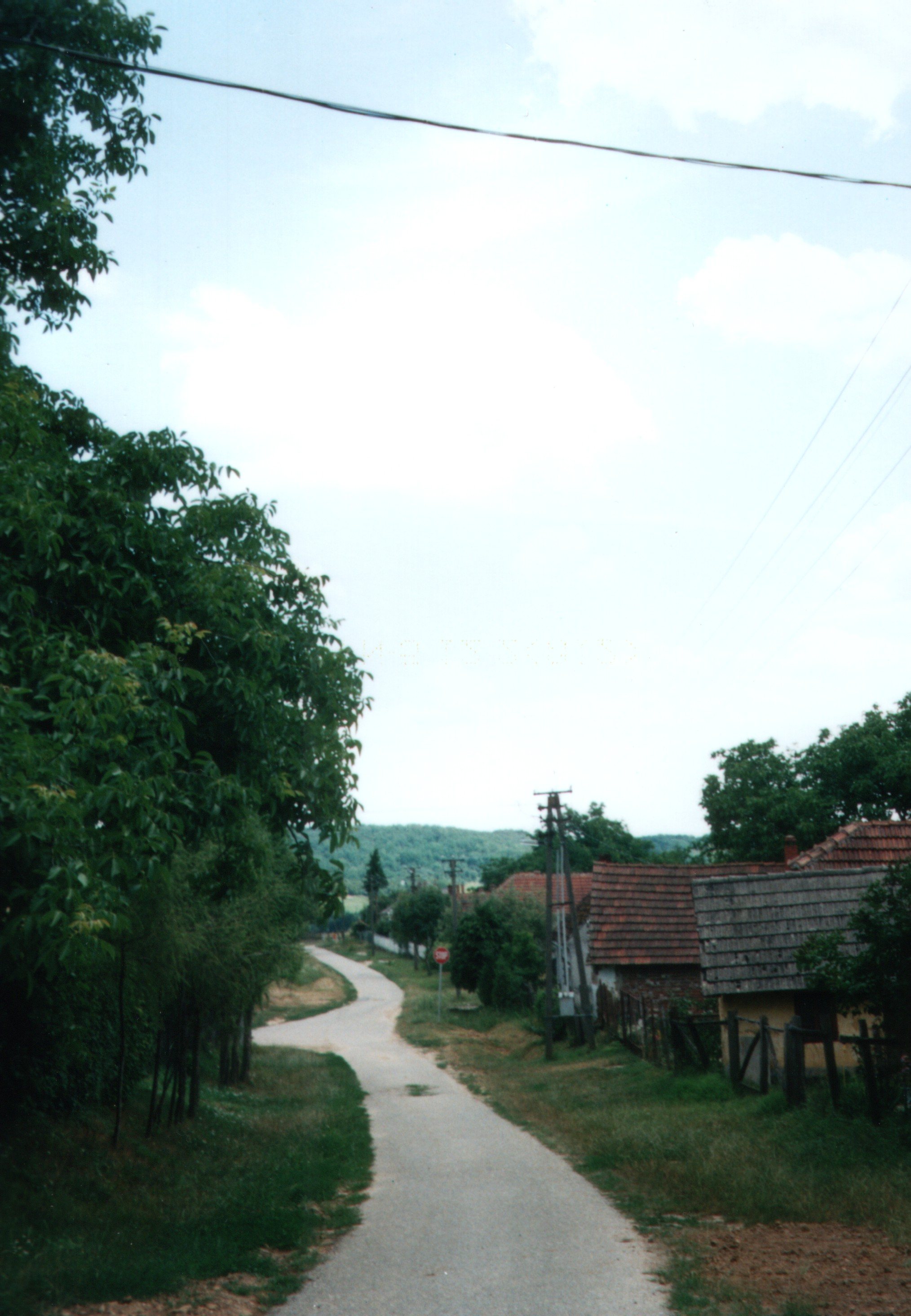
Nagybakónak
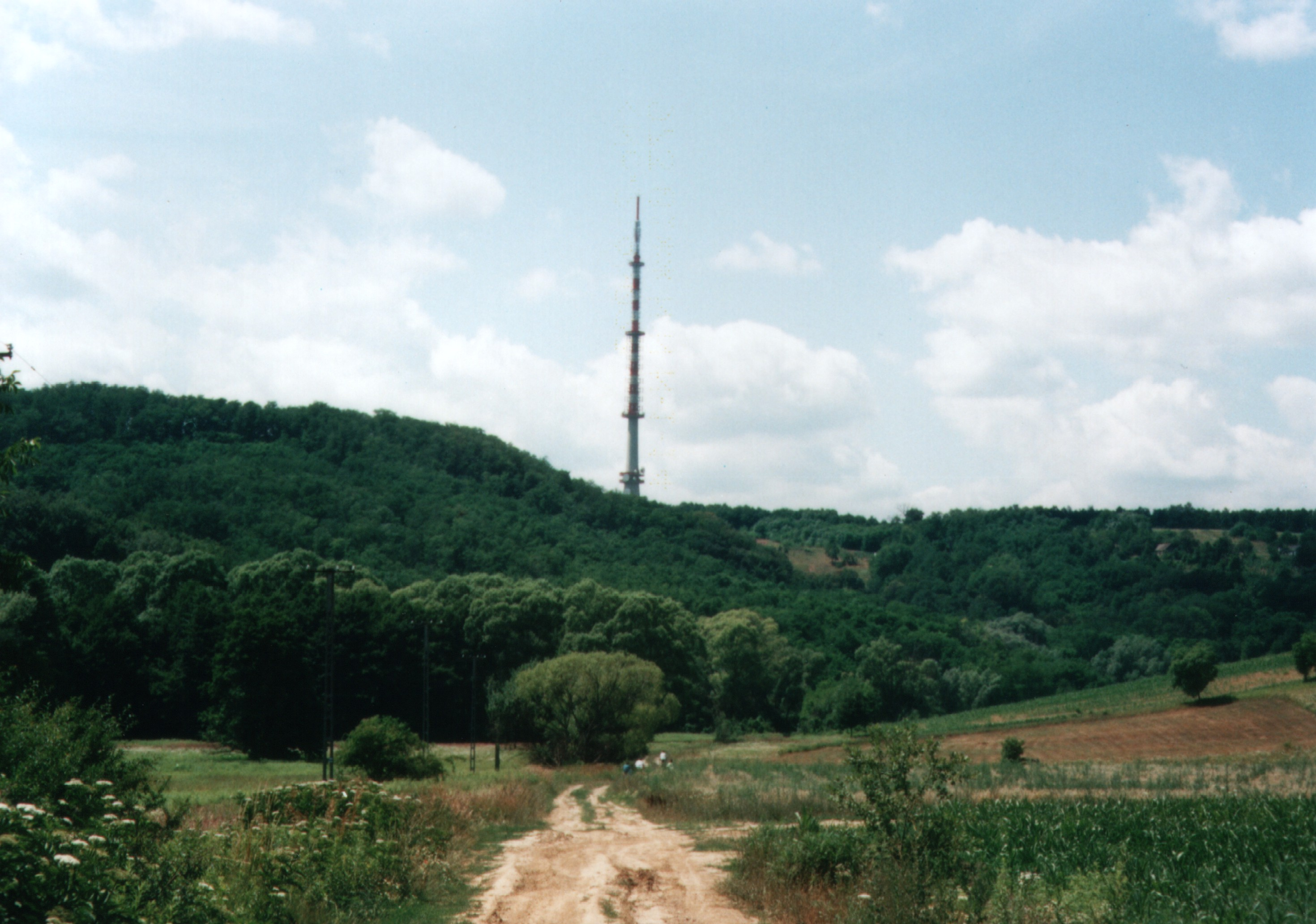
Zendmast bij Nagybakónak